# Primer ejército correntino contra Rosas
El Primer ejército correntino contra Rosas fue un esfuerzo dirigido por el gobernador de la provincia de Corrientes Genaro Berón de Astrada contra el gobierno de Juan Manuel de Rosas en el año de 1839.

## Contexto

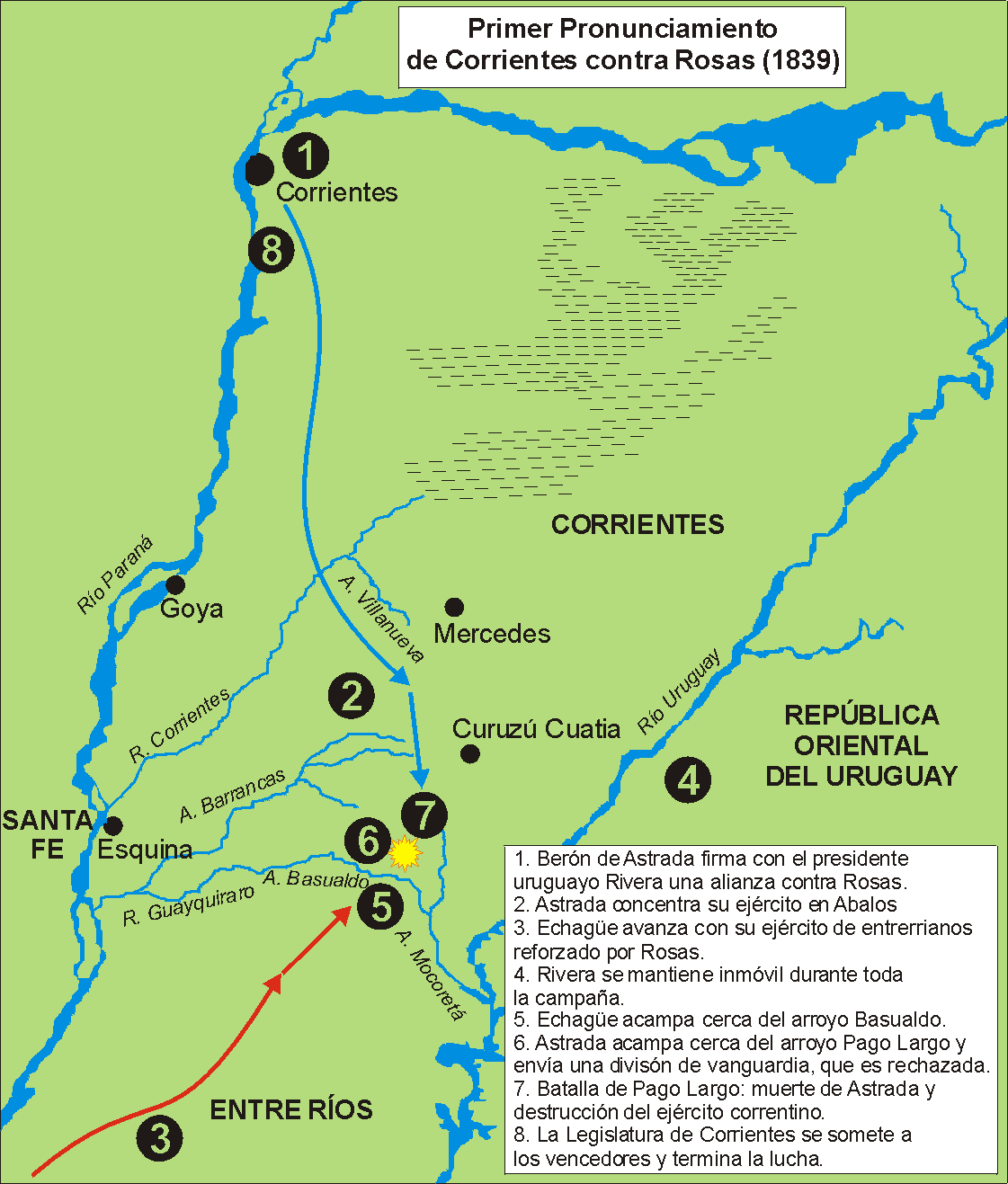
Campaña del Primer Ejército Libertador Correntino (1839).

Cuando se firmó el Pacto Federal en 1831, el gobierno de Corrientes, encabezado en ese entonces por Pedro Ferré, manifestó su interés por una pronta organización nacional de las provincias argentinas. De hecho, el artículo 16 inciso 5° del Pacto establecía que debía convocarse a un "congreso general federativo" con ese fin, una vez que las provincias argentinas estuvieran "en plena libertad y tranquilidad"; esto se refería a la guerra civil que entonces enfrentaba a unitarios y federales, y que concluyó poco después con la derrota de los primeros. Sin embargo, el gobernador de Buenos Aires, Juan Manuel de Rosas, era partidario de posponer indefinidamente ese evento, lo cual lo enfrentaba con la opinión de destacadas figuras federales, como el riojano Facundo Quiroga y el correntino Ferré.
En 1838 todavía no se había cumplido la convocatoria del Congreso propuesto en el Pacto Federal, y Rosas mantenía un conflicto con Francia. A raíz de este, Rosas buscó el apoyo y consentimiento de las provincias. El 1° de diciembre de 1838 la Legislatura de Corrientes respondió que conflictos como ese debían ser resueltos por un gobierno nacional argentino; por tal motivo reclamaba el cumplimiento del Pacto Federal de 1831 y la convocatoria a un Congreso Constituyente que organizara el país. Paralelamente, el gobernador santafesino Estanislao López había enviado un representante para pedir a Rosas que solucionara pacíficamente el conflicto en vez de arrastrar a las provincias argentinas a una guerra contra Francia. Al fallecer López, Rosas intervino para que fuera electo un gobernador favorable a Buenos Aires.
El gobernador correntino, coronel Genaro Berón de Astrada, era favorable a una alianza con Santa Fe para presionar a Buenos Aires; buscaba, además de la convocatoria a un Congreso Constituyente, el fin del conflicto con Francia, ya que esto afectaba económicamente a su provincia. Pero la intervención rosista en Santa Fe lo privó de ese eventual aliado, y puso al descubierto sus intenciones, de modo que Berón de Astrada buscó una alianza con la República Oriental del Uruguay. Allí gobernaba el presidente Fructuoso Rivera, enemigo político de Rosas. 
El 31 de diciembre de 1838 se firmó en Montevideo una alianza entre los gobiernos uruguayo y correntino; en representación firmaron respectivamente el ministro de Gobierno oriental, Santiago Vázquez y el coronel Manuel de Olazábal, porteño pero residente en Corrientes. En el texto del tratado culpan a Rosas de involucrar a las provincias argentinas en dos guerras con países extranjeros, de fomentar los odios, impedir la organización nacional de Argentina y tener ambiciones sobre la República Oriental.
Paralelamente Rosas se mantenía a la expectativa, ya que desde tiempo atrás sospechaba de las intenciones de Astrada. En un principio había creído que podría hacerlos desistir de sus maquinaciones, pero mientras tanto escribió al gobernador entrerriano Pascual Echagüe para que se mantuviera a la expectativa.
Finalmente, el Estado Oriental declaró la guerra a Buenos Aires el 24 de febrero, y el gobierno correntino hizo lo propio el 28 de ese mes. Berón de Astrada también declaró la guerra al gobierno entrerriano, aliado de Rosas.

## El Ejército correntino en operaciones

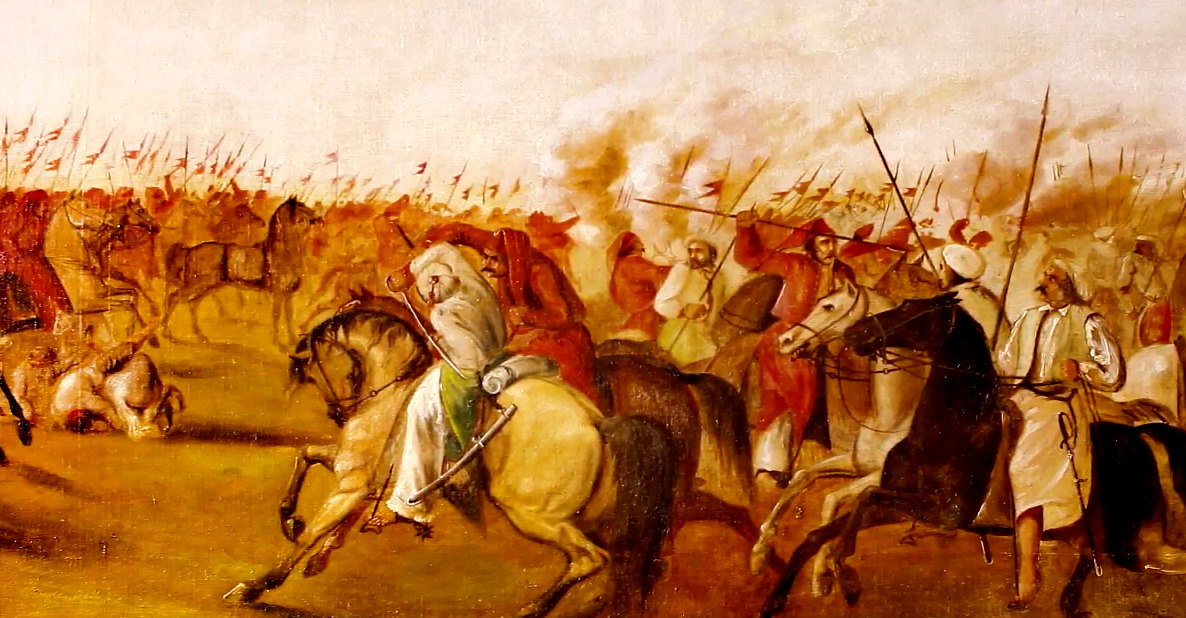
Batalla de Pago Largo, carga de caballería Colorada y Correntina, 1857 (detalle). Óleo de Juan Manuel Blanes.

El Tratado del 31 de diciembre establecía la cooperación mutua para llevar adelante la guerra contra Buenos Aires. Rivera prometió levantar un ejército de 2.000 hombres, comprometiéndose Corrientes a movilizar 4.000 combatientes. Los colorados y correntinos esperaban juntar seis mil hombres, un tercio de ellos infantes y el resto a caballo, además consideraban que Echagüe  no lograría reunir más de 2.000 a 4.000 entrerrianos -y mal preparados- y Rosas no alcanzaría a enviar más de un millar de infantes en su apoyo. Uruguay se comprometía a interceder ante los franceses para que el bloqueo de los ríos argentinos no afectara a Corrientes.
Berón de Astrada, esperando la prometida ayuda del presidente uruguayo Fructuoso Rivera, reunió 5.000 hombres en su campamento de Abalos, disponiéndose a enfrentar a Echagüe. Esperaba que Rivera operaría sobre el río Uruguay para amenazar el flanco derecho entrerriano, pero el presidente uruguayo no hizo nada para cumplir lo prometido en el Tratado, de modo que el Ejército Correntino marchó solo a la campaña. 
Las fuerzas correntinas constaban de dos batallones de infantería, dos compañías de artillería, y el resto caballería. Echagüe, al frente de un ejército 6.000 hombres, avanzó hacia Corrientes y enfrentó a Berón de Astrada, que lo esperaba en una posición al sur de Curuzú Cuatiá, junto al arroyo Pago Largo. Allí los correntinos fueron atacados el 31 de marzo por las tropas entrerrianas, siendo derrotados. Berón de Astrada murió en la batalla, lo mismo que gran parte de sus tropas; todo el resto de los soldados fueron tomados prisioneros. Así fue destruido el primer ejército correntino puesto en campaña contra Rosas.

## Consecuencias

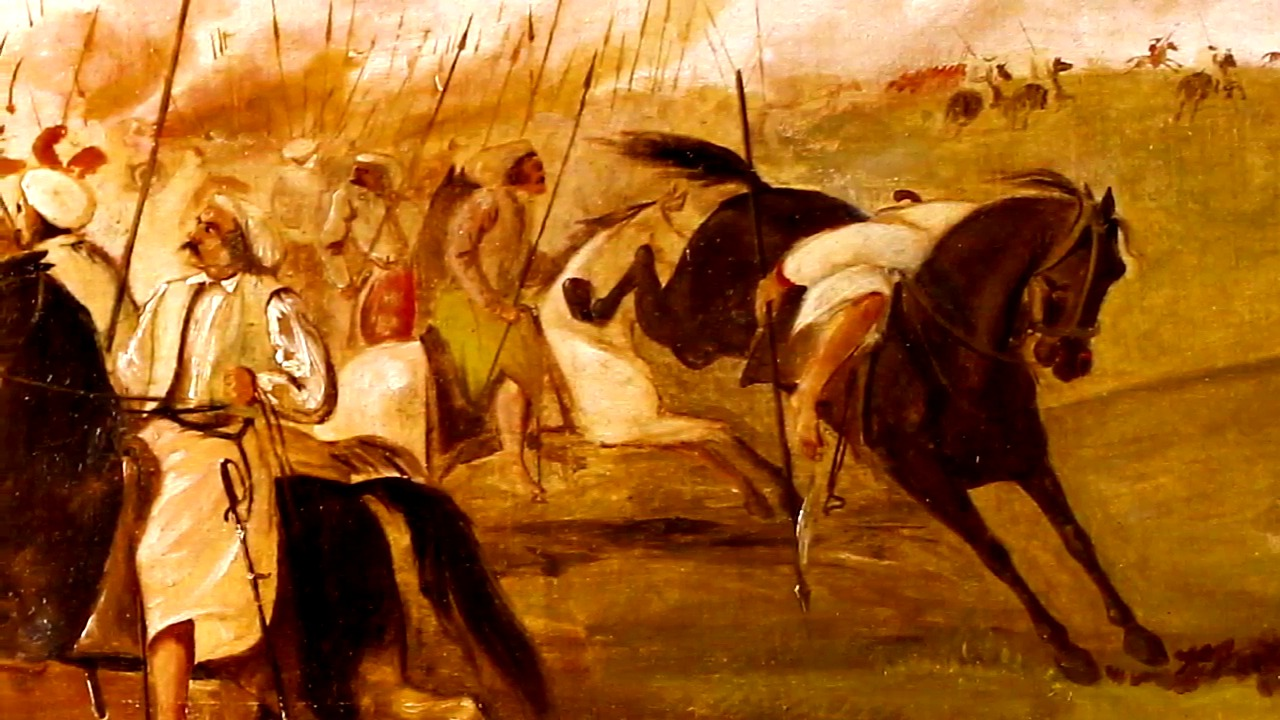
Batalla de Pago Largo, carga de caballería Correntina, 1857 (detalle). Óleo de Juan Manuel Blanes.

Tras su victoria en la batalla de Pago Largo, los rosistas se apoderaron de la provincia, destruyeron el pueblo de Esquina y nombraron el 6 de julio de 1839 al coronel José Antonio Romero como gobernador.
Echagüe, habiendo derrotado a los correntinos invadió con su ejército victorioso la República Oriental en agosto, para batir al aliado de Astrada y terminar así la campaña. Aprovechando esta situación, los argentinos emigrados en el Estado Oriental invadieron a su vez la provincia de Entre Ríos al mando de Juan Galo Lavalle, en septiembre. Echagüe sería derrotado por Rivera en la batalla de Cagancha (29 de diciembre de 1839) y tendría que regresar apresuradamente para defender su provincia.
Lavalle entró en contacto con los correntinos, ofreciéndoles alianza; esto influyó para que la Legislatura correntina depusiera al gobernador impuesto por los rosistas y nombrara a Pedro Ferré nuevamente para el cargo (6 de octubre de 1839). A partir de allí Corrientes ató su suerte a la de Lavalle y puso en pie de guerra un nuevo ejército para luchar en Entre Ríos.